# Ibn Abi 'l-Hadid
'Izz al-Din ibn Abi 'l-Hadid (arabiska: عز الدين بن أبي الحديد), född 1190 i Madain, död 1258 i Bagdad, var en sunnimuslimsk mutazilitisk lärd inom arabiska, poesi, etik, retorik, kalam och om islams tidiga historia. Han var en usuli-jurist och en framstående skribent av prosa och poesi. Han har skrivit kommentarer till boken Nahj al-Balagha som heter Sharh Nahj al-Balagha.
Sharh Nahj al-Balagha har översatts till persiska och franska, och den har publicerats flera gånger i Kairo, Beirut, Najaf och Qom. Åtminstone 15 personer har skrivit kommentarer till Sharh Nahj al-Balagha. Hans bok, som är på 20 volymer, är en av de mest berömda och omfattande kommentarerna till Nahj al-Balagha.